# Save Mart Center
Save Mart Center at Fresno State é uma arena localizada no câmpus da Universidade Estadual da Califórnia, Fresno na cidade de Fresno, Califórnia.